# Graphocephala psephena
Graphocephala psephena är en insektsart som beskrevs av Young 1977. Graphocephala psephena ingår i släktet Graphocephala och familjen dvärgstritar. Inga underarter finns listade i Catalogue of Life.